# Jung Sung-ryong
Jung Sung-Ryong (coreano: 정성룡; Gwangju, 4 de janeiro de 1985) é um futebolista profissional sul-coreano, goleiro de ofício, atua no Kawasaki Frontale.

## Carreira
Jung Sung-Ryong representou a Seleção Sul-Coreana de Futebol nas Olimpíadas de 2008 e foi medalhista em 2012. Ainda disputou duas Copas do Mundo 2010 e 2014 e três Copas da Ásia (2007, 2011 e 2015).

## Títulos

### Pohang Steelers
- K-League: 2007

### Seongnam Ilhwa
- AFC Champions League: 2010

### Kawasaki Frontale
- J-League: 2017, 2018, 2020 e 2021
- Copa do Imperador: 2020
- Copa da Liga Japonesa: 2019
- Supercopa do Japão: 2019 e 2021